# First Place
First Place — студійний альбом американського джазового тромбоніста Дж. Дж. Джонсона, випущений у 1957 році лейблом Columbia.

## Опис
First Place був записаний у складі квартету у 1957 році на Columbia Records. Виконуючи стандарти і оригінальні композиції, Джонсон зібрав сильний колектив, до якого увійшли піаніст Томмі Фленаган, басист Пол Чемберс і ударник Макс Роуч. Гурт також записав багато матеріалу, який вийшов в наступному альбомі, Blue Trombone.
Альбом містить три оригінали Джонсона «Commutation», «Harvey's House» і «Nickels and Dimes».

## Список композицій
1. «It's Only a Paper Moon» (Біллі Роуз, Гарольд Арлен, Їп Гарбург) — 5:01
2. «Paul's Pal» (Сонні Роллінс) — 4:04
3. «For Heaven's Sake» (Еліз Бреттон, Шерман Едвардс, Дональд Меєр) — 3:03
4. «Commutation» (Дж. Дж. Джонсон) — 5:15
5. «Harvey's House» (Дж. Дж. Джонсон) — 2:59
6. «That Tired Routine Called Love» (Метт Денніс) — 5:12
7. «Be My Love» (Ніколас Бродський, Семмі Кан) — 3:00
8. «Cry Me a River» (Артур Гемільтон) — 5:51
9. «Nickels and Dimes» (Дж. Дж. Джонсон) — 4:54

## Учасники запису
- Дж. Дж. Джонсон — тромбон
- Томмі Фленаган — фортепіано
- Пол Чемберс — контрабас
- Макс Роуч — ударні

Технічний персонал
- Кел Лемплі — продюсер
- Нет Гентофф — текст
- Том Ї — фотографія